# مؤسسة ضمان استحقاقات المعاشات التقاعدية
مؤسسة ضمان استحقاقات المعاشات التقاعدية هي شركة فيدرالية للولايات المتحدة تم إنشاؤها بموجب قانون ضمان دخل التقاعد للموظف لعام 1974 لتشجيع استمرار وصيانة خطط معاشات الاستحقاقات المحددة الطوعية الخاصة، وتوفير الدفع في الوقت المناسب وبدون انقطاع لاستحقاقات التقاعد، والحفاظ على أقساط التأمين على المعاشات التقاعدية في أدنى مستوى ضروري لتنفيذ عملياتها. وفقًا للقيود القانونية الأخرى، يدفع برنامجها للتأمين من صاحب العمل الفردي مزايا معاشات تقاعدية بحد أقصى استحقاق مضمون يحدده القانون للمشاركين الذين يتقاعدون عند 65 عامًا (67295 دولارًا سنويًا اعتبارًا من 2018). يتم تعديل المنافع المستحقة للمتقاعدين المؤمن عليهم الذين يبدأون مخصصاتهم في سن غير 65 عاماً أو يختارون تغطية الناجين لتكون معادلة في قيمتها. يعد الحد الأقصى للضمان الشهري لبرنامج متعدد الموظفين أقل بكثير وأكثر تعقيدًا (12,870 دولارًا سنويًا اعتبارًا من عام 2017 للمشاركين مع خدمة ائتمانية مدتها 30 عامًا).

### الحواشي
1. ↑  "Employee Retirement Income Security Act (ERISA) / U.S. Department of Labor" en. مؤرشف من الأصل في 2019-11-29. اطلع عليه بتاريخ 2019-12-25. {{استشهاد ويب}}: الوسيط غير صالح |script-title=: بادئة مفقودة (مساعدة)
2. ↑  "Maximum Monthly Guarantee Tables", Pension Benefit Guaranty Corporation, October 22, 2018. نسخة محفوظة 29 أغسطس 2019 على موقع واي باك مشين.
3. ↑  "Multiemployer Insurance Program Facts ", Pension Benefit Guaranty Corporation, May 11, 2017. نسخة محفوظة 2 أكتوبر 2019 على موقع واي باك مشين.

## روابط خارجية
- شركة ضمان معاشات التقاعد في السجل الفيدرالي